# Read All About It (Pt. III)
Read All About It (Pt. III) – jest to singel promocyjny brytyjskiej wokalistki Emeli Sandé z jej debiutanckiego albumu studyjnego Our Version of Events. Twórcami tekstu są Emeli Sandé, Stephen Manderson, Iain James, Tom Barnes, Ben Kohn, Pete Kelleher, natomiast za produkcję utworu był odpowiedzialny Gavin Powell.

## Tło
W 2010 roku Sandé i Professor Green rozpoczęli pracę nad debiutancką płytą piosenkarki. Artyści ci współpracowali już po raz kolejny. Wcześniej współtworzyli utwór "Kids That Love to Dance" z debiutanckiego albumu rapera zatytułowanego Alive Till I'm Dead. Później para nagrała jeszcze piosenkę "Read All About It", która znalazła się na drugiej płycie Greena. Utwór dotarł na szczyt brytyjskiej listy przebojów. Ze względu na duży komercyjny sukces jaki odniósł singel Sandé postanowiła napisać własną wersję utworu. Wokalistka po raz pierwszy wykonała "Read All About It (Pt. III)" podczas ceremonii zamknięcia Igrzysk Olimpijskich w Londynie.

## Pozycje na listach
| Lista                                    | Najwyższa pozycja |
| ---------------------------------------- | ----------------- |
| Australia (ARIA Charts)                  | 40                |
| Austria (Ö3 Austria Top 40)              | 4                 |
| Belgia (Flandria) (Ultratop 50 Flanders) | 24                |
| Belgia (Walonia) (Ultratip Wallonia)     | 3                 |
| Dania (Track Top 40)                     | 20                |
| Francja (Top 200 Singles)                | 7                 |
| Hiszpania (Top 50 Canciones)             | 24                |
| Holandia (Top 40 Singles)                | 4                 |
| Irlandia (Irish Singles Chart)           | 5                 |
| Niemcy (Top 100)                         | 5                 |
| Nowa Zelandia (NZ Top 40 Singles Chart)  | 38                |
| Szkocja (Scottish Top 40)                | 3                 |
| Szwajcaria (Swiss Top 75)                | 3                 |
| Szwecja (Sverigetopplistan)              | 20                |
| Wielka Brytania (UK Singles Chart)       | 2                 |

| Państwo               | Certyfikat  | Sprzedaż |
| --------------------- | ----------- | -------- |
| Australia (ARIA)      | Złoto       | 35 000+  |
| Austria (IFPI)        | Złoto       | 15 000+  |
| Belgia (BEA)          | Złoto       | 15 000+  |
| Szwajcaria (IFPI)     | 2 x platyna | 60 000+  |
| Wielka Brytania (BPI) | Złoto       | 400 000+ |